# Solomon I
Solomon I (ur. 1735, zm. 1784) – król Imeretii w latach 1752-1784.
Pochodził z imeretyńskiej linii Bagratydów. Tron Imeretii objął w 1752. W momencie dojścia przez niego do władzy w Imeretii panował chaos, wywołany ciągłymi walkami między miejscowymi feudałami. Sytuację tę wykorzystywała Turcja, by rozszerzać swoje wpływy w kraju i wprowadzać na jego teren własne siły zbrojne. W celu ratowania państwa Solomon I podjął działania na rzecz ograniczenia samowoli najpotężniejszych możnowładców. Wspierali go drobniejsi feudałowie - aznaurowie. Z kolei najważniejsi feudałowie, w tym eristaw Raczy Rostom oraz Lewan Abaszydze od początku sprzeciwiali się zamiarom króla. W 1757 sułtan turecki skierował przeciwko Solomonowi znaczne siły zbrojne. Feudałowie imeretyńscy poparli turecką interwencję. Solomon I odparł jednak najazd turecki.
W 1758 Solomon I zawarł układ sojusznicy z królem Kachetii Herakliuszem II i królem Kartlii Tejmurazem II. Postanowiono w nim, iż wszystkie państwa gruzińskie będą udzielały sobie pomocy w przypadku nowej agresji tureckiej. Podobnie jak Herakliusz II, Solomon I zwrócił się także z prośbą o pomoc do Rosji.
W 1766 wojska tureckie weszły na terytorium Imeretii, obaliły władzę Solomona I i osadziły na tronie jego bratanka Tejmuraza. Solomon I bezskutecznie ubiegał się o pomoc rosyjską. Zdołał jednak sam odzyskać tron i usunąć Turków z kraju. W 1767 w traktacie pokojowym Imperium Osmańskie uznało Imeretię już nie za swojego wasala, a jedynie kraj pozostający pod jego "opieką". W 1768 Solomon I ostatecznie zwyciężył w rywalizacji z Tejmurazem, rozbijając wierne mu siły w bitwie po Cchrackaro.
W czasie wojny rosyjsko-tureckiej lat 1768-1774 walki toczyły się także na terytorium Imeretii. Na teren kraju weszły wojska tureckie, a następnie siły rosyjskiego gen. Totlebena, który szybko znalazł się w konflikcie z Solomonem I. Mimo to rosyjsko-gruzińska współpraca wojskowa pozwoliły na niemal całkowite usunięcie Turków z Imeretii. Kończący wojnę traktat w Küczük Kajnardży nie gwarantował jednak Imeretii całkowitej niezawisłości, uznając jej niepodległość przy zastrzeżeniu, iż pozostawała w sferze wpływów Turcji. Turcja nie chciała jednak doprowadzić do kolejnej wojny z Rosją i zaprzestała ingerowania w wewnętrzne sprawy królestwa. Był to jednak stan niepewny; władcy wszystkich państw gruzińskich zdawali sobie sprawę, że mogą zostać ponownie zaatakowani przez Turcję lub Persję, gdy tylko sprzyjać temu będzie koniunktura polityczna. Wskutek walk wewnętrznych i agresji zewnętrznych miasta Królestwa Imeretii w XVIII w. były zniszczone. Żaden ośrodek miejski w Imeretii nie jest wymieniany wśród znaczących takich ośrodków na terenie dawnego Królestwa Gruzji. Okres rządów Solomona I był natomiast czasem rozwoju kultury, gdyż władca był wielkim mecenasem nauki i literatury.
W 1773 Solomon I i Herakliusz II ponowili traktat o wzajemnej pomocy, zaś w 1774 król Imeretii odparł kolejny najazd turecki, zorganizowany przez paszę Achalciche. W 1778 stłumił kolejne powstanie, na czele którego stał jego własny syn Aleksander. Dwa lata wsparł księcia Megrelskiego przeciwko kolejnej agresji ze strony Turcji. Nie powiódł się natomiast jego zamiar wyprzedzającego uderzenia w Adżaro-Gurii; wojska gruzińskie dotarły do Batumi, lecz w drodze powrotnej wpadły w zasadzkę turecką.
Solomon I zmarł w 1784 i został pochowany w monasterze Gelati.
W 2016 Gruziński Kościół Prawosławny ogłosił go świętym.